# Tor yingjiangensis
Tor yingjiangensis és una espècie de peix cipriniforme de la família dels ciprínids.

## Morfologia
Els mascles poden assolir els 18,1 cm de longitud total.

## Distribució geogràfica
Es troba al tram superior del riu Irrawaddy (Yunnan, Xina).